# Alt Sankt Johann
Alt Sankt Johann foi uma comuna da Suíça, no Cantão São Galo, com cerca de 1.471 habitantes. Estendia-se por uma área de 53,10 km², de densidade populacional de 28 hab/km². Confinava com as seguintes comunas: Amden, Grabs, Nesslau-Krummenau, Quarten, Stein, Walenstadt, Wildhaus.
A língua oficial nesta comuna era o Alemão.

## História
Em 1 de janeiro de 2010, passou a formar parte da nova comuna de Wildhaus-Alt St. Johann.